# Авру
Авру (фр. Avroult) насеље је и општина у североисточној Француској у региону Север-Па де Кале, у департману Па де Кале која припада префектури Сент Омер.
По подацима из 2011. године у општини је живело 552 становника, а густина насељености је износила 115,48 становника/km². Општина се простире на површини од 4,78 km². Налази се на средњој надморској висини од 141 метар (максималној 161 m, а минималној 104 m).

## Демографија
| 1962. | 1968. | 1975. | 1982. | 1990. | 1999. | 2011. |
| ----- | ----- | ----- | ----- | ----- | ----- | ----- |
| 270   | 286   | 282   | 327   | 416   | 510   | 552   |

График промене броја становника у току последњих година